# 튀니지 왕국
튀니지 왕국(프랑스어: Royaume de Tunisie 루아욤 드 튀니지[*], 아랍어: المملكة التونسية 알말라카 앗투니시야[*])은 1956년 3월 20일, 프랑스 보호령이 종료되고 튀니지가 독립하면서 수립된 단명한 군주제 국가이다. 이 국가는 독립일인 1956년 3월 20일부터 공화국 선언일인 1957년 7월 25일까지 약 1년 5개월 동안 존속하였다. 왕국의 유일한 군주는 튀니스의 베이였던 무함마드 8세 알아민 (또는 라민 베이)으로, 그는 타하르 벤 아마르와 하비브 부르기바를 총리로 임명하였다.
1957년 7월 25일, 군주제가 폐지되고 튀니지는 공화제로 재편되었다. 국가의 입법기관인 제헌의회는 부르기바를 임시 국가원수로 선출하였으며, 그는 1959년 총선에서 승리하여 정식으로 대통령에 취임하였다.

## 역사
수십 년에 걸친 독립운동 끝에 튀니지는 1881년부터 시작된 프랑스 보호령 체제를 종식시키는 데 성공하였다. 1954년, 튀니지의 독립 투쟁과 이에 따른 내란은 프랑스와 신드스투르당 (실질적으로 하비브 부르기바가 이끄는 정당) 간의 자치권 협상을 이끌어냈으며, 이 협상은 튀니지 노동조합과 아랍 연맹의 지지를 받았다. 1955년 4월에 체결된 협정에 따라, 프랑스는 군대와 외교에 대한 통제권을 유지하면서 튀니지에 자치권을 부여하기로 하였으며, 자치는 이듬해부터 시행되기로 결정되었다. 이 협정을 계기로 프랑스는 감금 중이던 부르기바를 석방하였고, 그는 국민의 열렬한 환영을 받으며 귀환하였다. 그러나 이와 같은 타협은 신드스투르당 내부의 분열을 초래하였고, 결국 당의 좌파 세력은 억압되었으며, 급진적 범아랍주의 지도자인 살라 벤 유세프는 당에서 축출되어 이후 이집트로 망명하였다. 이러한 내부 갈등의 종결은 신드스투르당이 온건 노선을 선택했음을 시사하는 것이었다. 한편, 프랑스는 알제리 사태에 집중하기 위해 모로코 보호령을 종료하였다. 이 조치와 튀니지 내 강력한 독립 여론에 대응하여, 부르기바는 완전한 독립을 더욱 강력히 요구하였다. 프랑스는 현지 정착 프랑스인들의 격렬한 반대에도 불구하고 이를 수용하였으며, 독립을 위한 의정서가 마련되었다. 1956년 3월 20일, 튀니지는 완전한 주권을 획득하였다. 같은 해 7월, 튀니지는 유엔 가입 신청이 승인되었다.

## 독립
프랑스는 튀니지가 독립한 이후에도 튀니스의 베이 무함마드 8세 알아민을 군주로 하는 입헌군주제를 유지하는 형태를 구상하였다.
이전의 베이였던 무함마드 7세 알문시프는 대중적 지지를 받던 민족주의자로 평가되었으나, 그의 후계자인 알아민 베이는 일부로부터는 프랑스에 협조적인 인물로, 또 다른 일부로부터는 살라 벤 유세프의 추종자 (유세프주의자)로 간주되었다. 이미 예정되어 있던 선거는 1956년 3월 25일에 실시되었으며, 부르기바가 베이와 비밀리에 협의한 결과, 유권자들은 개별 후보가 아닌 정당 명부에만 투표하게 되었다. 이 방식은 신드스투르당이 유세프주의자나 기타 반대파 인사의 입후보를 차단하고, 당내 기강을 유지하는 데 유리하게 작용하였다. 그 결과, 선거에서는 신드스투르당이 압승을 거두었고, 당의 지도자였던 하비브 부르기바는 총리로 취임하였다.

## 정부
튀니지 왕국은 입헌군주제이자 세습군주제로, 입법권은 의회가 행사하였다.

### 국왕
국왕은 1705년 이래 튀니지를 통치해 온 후사인 왕조의 지도자로 여겨졌다. 그는 국가원수이며, 그 통합의 상징이자, 그 독립의 수호자였다.
국왕은 매우 제한된 역할만을 가졌는데, 이는 의회가 이전에 통치 가문에 부여되었던 모든 특권, 면제 및 면책을 폐지했기 때문이다. 그들은 단지 일반 시민이 되었다.
왕실과 국가 또한 분리되었는데, 이는 국가 상징들을 수정하고 후사인 왕조에 대한 어떤 언급도 제거함으로써 이루어졌다.
정부는 국왕이 규칙을 제정할 수 있는 특권을 제거하고, 이를 총리에게 이전하였다.
다른 칙령들도 이어졌고, 이는 국왕이 다양한 재산들을 국가에 넘기도록 강제하였다. 이러한 조치들은 국왕의 남아 있던 위신을 크게 약화시키는 데 기여하였다. 그럼에도 불구하고, 무함마드 8세 국왕은 1956년 12월 19일, 새로 제정된 독립훈장의 첫 번째 수훈자로 영예를 얻었다.
국왕은 더 이상 어떤 중요한 역할도 가지지 않았고, 행정권은 전혀 가지지 않았으며, 이는 전적으로 정부의 손에 있었다.
또한 공화국 선포 며칠 전, 국왕의 근위대는 해체되었고, 이는 정부에 의해 튀니지 군대로 대체되었다.